# Friday Night Lights (film)
För tv-serien med samma namn, se Friday Night Lights.
Friday Night Lights är ett amerikanskt drama från 2004 baserat på H.G. Bissingers bok Friday Night Lights: A Town, a Team, and a Dream.

## Handling
Staden Odessa i Texas är på väg utför, det enda positiva är framgångarna för high school-fotbollslaget.

## Om filmen
Filmen är inspelad i Abilene, Houston, Elgin, Odessa, Taylor och Austin, samtliga i Texas samt i Manhattan i Kansas.
Den hade världspremiär i Los Angeles den 6 oktober 2004.

## Rollista (urval)
- Billy Bob Thornton - Gary Gaines, coach
- Lucas Black - Mike Winchell
- Garrett Hedlund - Don Billingsley
- Derek Luke - Boobie Miles
- Jay Hernandez - Brian Chavez
- Amber Heard - Maria

## Musik i filmen
- Terminator X to the Edge of Panic, skriven av Carlton Ridenhour, Norman Rodgers och William Drayton, framförd av Public Enemy
- Wild Side, skriven av Tommy Lee, Nikki Sixx och Vince Neil, framförd av Mötley Crüe
- Fool Proof, skriven av Julius Robinson och David A. Young, framförd av Joey Scarbury
- It's Tricky, skriven av Joseph Simmons, Darryl McDaniels, Jason Mizel och Rick Rubin, framförd av Run-D.M.C.
- Black Steel in the Hour of Chaos, skriven av Carlton Ridenhour, Hank Shocklee, Eric Sadler och William Drayton, framförd av Public Enemy
- Nothin' but a Good Time, skriven av Bret Michaels, C.C. Deville, Rikki Rockett och Bobby Dall, framförd av Poison
- Louie Louie, skriven av Richard Berry
- Shoot for Thrills, skriven av Kelly Nickels, framförd av L.A. Guns
- Grandioso March, skriven av Roland Seitz
- Hawaii Five-O Theme, skriven av Morton Stevens
- Bring the Noise, skriven av Carlton Ridenhour, Hank Shocklee, Eric Sadler, och George Clinton, framförd av Public Enemy
- Got My Mo Jo Working, skriven av Preston Foster, framförd av Jimmy Smith
- Barbara Ann, skriven av Fred Fassert
- Dixie, av Timothy B. Rhea
- Rock and Roll Part 2, skriven av Gary Glitter och Mike Leander
- Just Got Paid, skriven av Billy F. Gibbons och Bill Ham, framförd av ZZ Top
- New Noise, skriven av David Sandström, Dennis Lyxzén, Kristofer Steen och Jon Brannström, framförd av Refused
- Welcome to the Terrordome, skriven av Carlton Ridenhour och Keith Shocklee, framförd av Public Enemy
- Jack & Gen, skriven och framförd av Adam Smalley
- I Wanna Be Your Dog, skriven av Ronald Asheton, Scott Asheton, Dave Alexander och Iggy Pop, framförd av The Stooges
- Sonho Dourado, skriven och framförd av Daniel Lanois
- Seagull, skriven av Paul Rodgers och Mick Ralphs, framförd av Bad Company
- Your Hand in Mine, skriven av Christopher Hrasky, Munaf Rayani, Mark Thomas Smith och Michael Aaron James, framförd av Explosions in the Sky
- Six Days at the Bottom of the Ocean, skriven av Christopher Hrasky, Munaf Rayani, Mark Thomas Smith och Michael Aaron James, framförd av Explosions in the Sky
- Memorial, skriven av Christopher Hrasky, Munaf Rayani, Mark Thomas Smith och Michael Aaron James, framförd av Explosions in the Sky
- The Only Moment We Were Alone, skriven av Christopher Hrasky, Munaf Rayani, Mark Thomas Smith och Michael Aaron James, framförd av Explosions in the Sky
- A Poor Man's Memory, skriven av Christopher Hrasky, Munaf Rayani, Mark Thomas Smith och Michael Aaron James, framförd av Explosions in the Sky
- With Tired Eyes, Tired Minds, Tired Souls, We Slept, skriven av Christopher Hrasky, Munaf Rayani, Mark Thomas Smith och Michael Aaron James, framförd av Explosions in the Sky
- First Breath after Coma, skriven av Christopher Hrasky, Munaf Rayani, Mark Thomas Smith och Michael Aaron James, framförd av Explosions in the Sky